# Reg Potter
Reginald Percival Potter, detto Reg (Londra, 7 ottobre 1914 – Gloucester, 2 luglio 1998), è stato un pallanuotista britannico.
Ha fatto parte della Gran Bretagna che partecipato alle Olimpiadi di Londra 1948 nel torneo di pallanuoto.
Era il padre del bobbista olimpico Roger Potter.